# Chráněná krajinná oblast Horní Orava
Chráněná krajinná oblast Horní Orava je jedna ze 14 chráněných krajinných oblastí na Slovensku. Zasahuje do geomorfologických celků Podbeskydská vrchovina, Podbeskydská brázda, Oravské Beskydy, Oravská kotlina a Oravská Magura na územích okresů Dolný Kubín, Námestovo a Tvrdošín. Vyhlášena byla v roce 1979 a má rozlohu 58 738 ha.

## Charakteristika
CHKO Horní Orava vznikla v roce 1979 a v roce 2003 byly její hranice upřesněny a byla rozdělena do čtyř zón. Území pokrývá 57 % lesů (nejrozšířenější dřevinou je smrk), 33 % zemědělská půda, 6 % vodní plochy a zastavěné a ostatní plochy tvoří 4 %. V CHKO se nacházejí obce Beňadovo, Lomná, Novoť, Oravská Lesná a Rabčice.
Nejvyšším bodem je vrchol Babí hory (1725 m n. m.) a nejnižším hladina Oravské přehrady (603,5 m n. m). Největším stromem je památkově chráněná lípa na hřbitově v Lomné s obvodem kmene 755 cm a výškou 30 m.

## Rozdělení CHKO
Oblast je rozdělena do čtyř zón:
- Zóna A: výměra 1263 ha (2,2 % z celkové plochy) platí v ní nejpřísnější 5. stupeň ochrany. Patří sem původní smrkové pralesy Babí hory a Pilska a vysokohorské a horské biotopy nacházející se nad nimi a rašeliniště v lokalitě Spálený Grúnik. Cílem je ochrana bez přímého zásahu člověka. Území slouží jako přírodní laboratoř pro vědeckovýzkumné a naučné cíle. Je zde zakázána jakákoli hospodářská činnost. Pohyb je možný pouze po stávajících turistických a naučných stezkách.
- Zóna B: výměra 3355,6 ha (5,7 % z celkové plochy). Platí zde 4. stupeň ochrany. Patří sem všechna významná lesní i nelesní rašeliniště kromě Spáleného Grúniku, podhorský tok Jelešňa, část Oravské přehrady včetně Ptačího ostrova. Je zde omezený výkon hospodářské činnosti za účelem zachování nebo zlepšení stavu těchto stanovišť – sečení, odstraňování náletu dřevin. Pohyb je možný pouze po stávajících turistických a naučných stezkách.
- Zóna C: výměra 14793,2 ha (25,2 % z celkové plochy). Platí zde 3. stupeň ochrany. Představuje ochranné pásmo zóny B a je významná z hlediska migrace živočichů a výskytu velkých šelem. Patří sem lesní komplexy Oravských Beskyd a části Oravské Magury, velká část ochranného lesního pásu Oravské přehrady, rašeliniště v Suchohorských borech a na Zimníkách u Trstené, Slanický ostrov a další. V této zóně se provádí lesnická a zemědělská činnost na principech udržitelnosti.
- Zóna D: výměra 39325,5 ha (67 % z celkové plochy) Platí tu 2. stupeň ochrany. Je zde možný rozvoj aktivit člověka při respektování přírodních daností a zachování přírodní rozmanitosti, krajinné struktury a specifických forem osídlení.